# Fuendetodos
Fuendetodos ist eine nordspanische Gemeinde (municipio) in der Provinz Saragossa in der Autonomen Gemeinschaft Aragón. Es ist der Geburtsort des im Jahre 1746 geborenen Malers Francisco de Goya y Lucientes und wird alljährlich von ca. 25.000 Touristen besucht.

## Lage
Fuendetodos liegt etwa 55 Kilometer (Fahrtstrecke) südlich von Saragossa. Die Stadt Calatayud liegt etwa 80 Kilometer westlich.

## Bevölkerungsentwicklung
| Jahr      | 1960 | 1970 | 1981 | 1991 | 2001 | 2007 |
| Einwohner | 389  | 234  | 166  | 146  | 176  | 179  |

Im 19. und frühen 20. Jahrhundert hatte Fuendetodos stets zwischen 500 und 700 Einwohner.

## Wirtschaft
Die kleine und regenarme Gemeinde lebte jahrhundertelang von der Landwirtschaft (Trockenfeldbau und Schafzucht); in der Umgebung gab es mehrere Kalksteinbrüche. Im Winter wurden Schnee und Eis 'geerntet' und in Steinhütten (neveras oder neverones) gelagert; dort hielt er sich – je nach Klima – bis in den Spätsommer und wurde sukzessive mittels Fuhrwerken nach Saragossa transportiert. Erst in den letzten Jahrzehnten sind der Tages- und der Ferientourismus als wichtige Beschäftigungs- und Einnahmequelle der Einwohner hinzugekommen. Auch einige Windkraftanlagen zur Stromerzeugung wurden aufgestellt.

## Geschichte
Über die Geschichte des kleinen Ortes ist so gut wie nichts bekannt. Seit dem 14. Jahrhundert gehörte sie zur Grundherrschaft (señorio) der Familie Fernández de Heredia, die auch als Condes de Fuentes („Brunnengrafen“) bekannt waren.

## Sehenswürdigkeiten

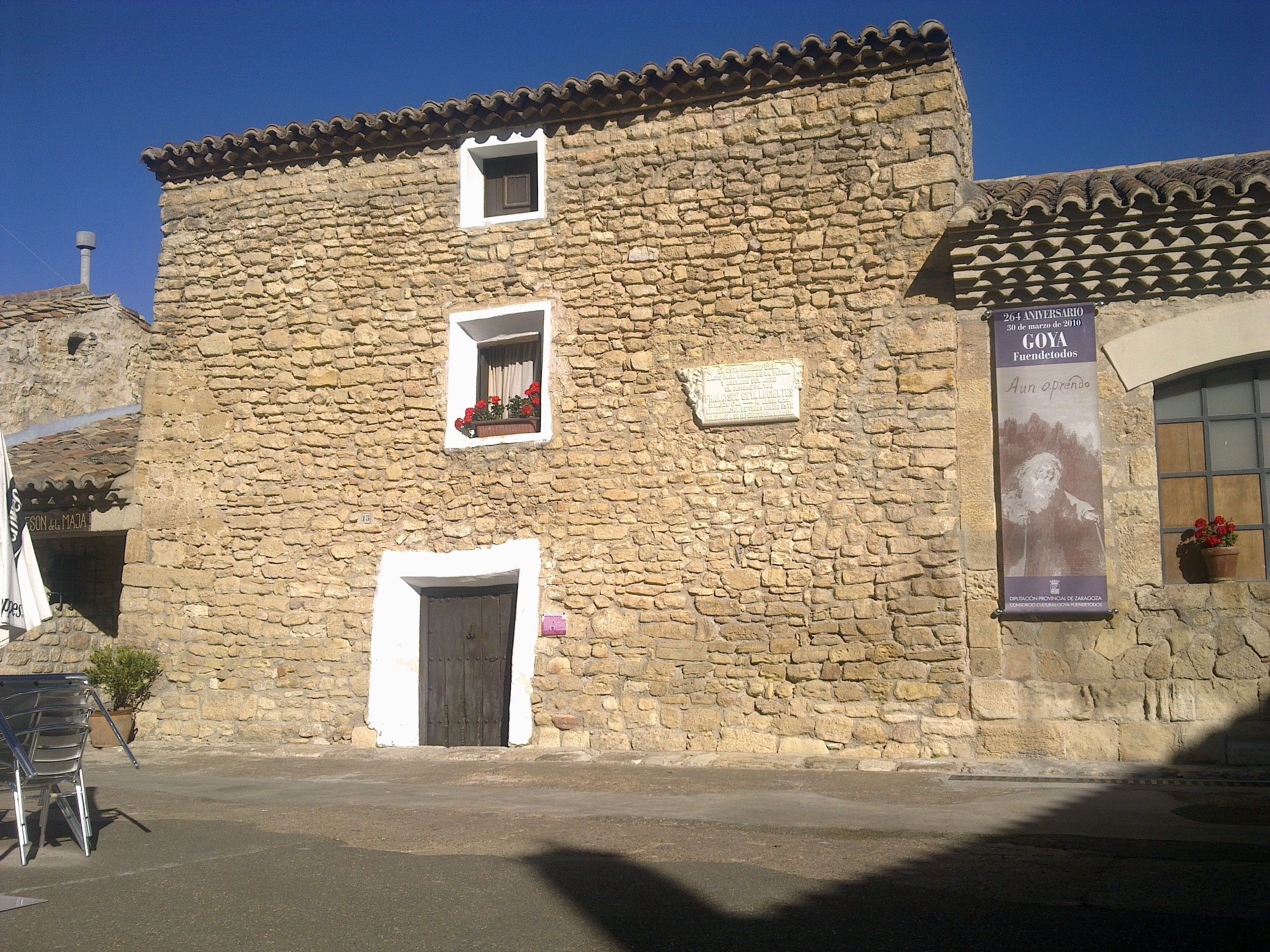
Geburtshaus Goyas

- Die bedeutendste Attraktion des Ortes ist das Geburtshaus Goyas (Casa natal de Goya) – ein kleines, aber für die Gegend typisches Steinhaus mit zwei Wohnebenen und einem Speichergeschoss aus dem frühen 18. Jahrhundert mit nur wenigen Fenstern. Die winzigen Räume im Innern wurden museal, aber wenig stilgetreu umgestaltet.
- Nur wenige Meter entfernt wurde ein anderes traditionelles Haus zu einem Museum umgebaut (Museo del Grabado). Hier sind Abzüge der berühmten graphischen Zyklen Goyas zu sehen: Los Caprichos, Desastres de la Guerra, La Tauromaquia und Los Disparates.
- Im Ort wurden zwei Goya-Büsten aus Bronze aufgestellt: Eine kubistisch angehauchte aus dem Jahre 1978 steht auf einem Sockel unmittelbar vor seinem Geburtshaus; die andere aus dem Jahre 1920 stammt von dem Bildhauer Julio Antonio und wurde von dem Maler Ignacio Zuloaga, einem großen Bewunderer Goyas, in Auftrag gegeben und bezahlt.
- Die Kirche der Nuestra Señora de la Asunción stammt ursprünglich aus dem 18. Jahrhundert. Hier befanden sich einige Jugendwerke Goyas und ein von seinem Vater vergoldeter Altar. Im Spanischen Bürgerkrieg wurde die Kirche jedoch mitsamt ihrer Ausstattung zerstört und anschließend in veränderter Form wiederaufgebaut. Der Taufstein, in welchem Goya die Taufe empfing, ist noch erhalten.
- Am Ortsrand wurde ein Naturmuseum (Espacio de naturaleza Fuendeverde) eingerichtet. Unmittelbar daneben stehen die letzten Überreste einer ehemaligen Burg.

Umgebung

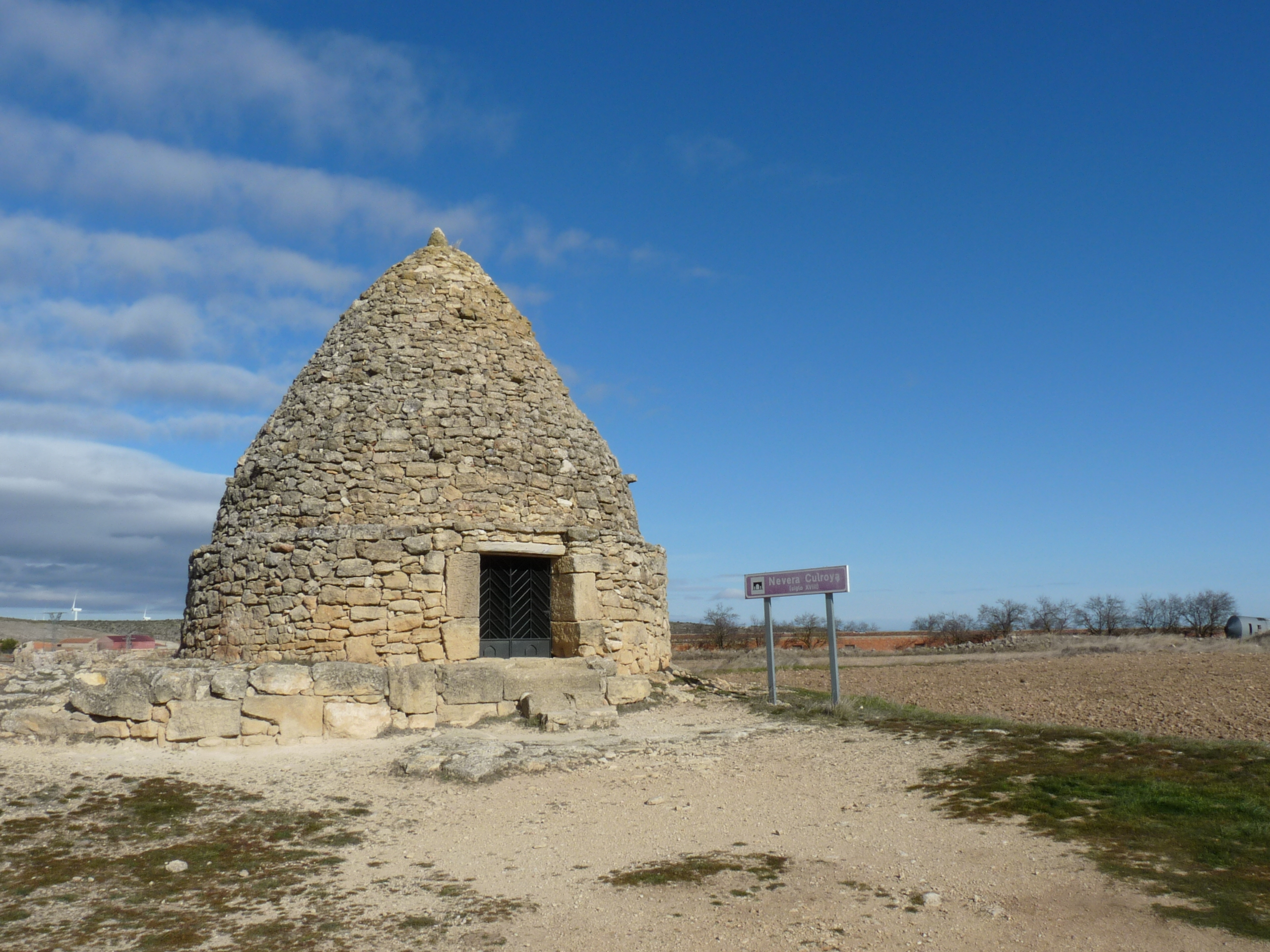
Nevera la Culroya

- In der Umgebung des Ortes gab es ehemals 22 Eiskeller (neverones), von denen nur einer (la Culroya) gut erhalten ist bzw. restauriert wurde. Es waren zwei bis drei Meter tief ausgeschachtete einfache runde Steinhütten, die in ihrem oberirdischen Teil den Unterständen der Schäfer nachgebildet sind. Der 'Eingang' befand sich manchmal in der Spitze der Hütte, manchmal seitlich. Das Eis wurde in Blöcken ausgestochen; diese wurden über Leitern und/oder Seilwinden hochgezogen und nach und nach – mittels Fuhrwerken und meist an kühlen Tagen – in die wohlhabenden und über einen eigenen kleinen Eiskeller verfügenden Häuser von Saragossa abtransportiert.

## Persönlichkeiten
- Francisco de Goya (1746–1828), spanischer Maler und Grafiker